# Rosalyn Yalow
Rosalyn Sussman Yalow (Nova York, 19 de julho de 1921 — Bronx, 30 de maio de 2011) foi uma física médica estadunidense. Co-laureada pelo Prêmio Nobel em Fisiologia ou Medicina, junto de Roger Guillemin e Andrew Schally, pelo desenvolvimento da técnica de radioimunoensaio. Foi a segunda estadunidense a ganhar o prêmio, precedida por Gerty Cori.

## Biografia
Nascida em Manhattan, era filha de uma imigrante judia-alemã, Clara Zipper e e do estadunidense Simon Sussman. Estudou na Walton High School, em Nova York. Desde pequena, tinha o sonho de seguir na área das ciências exatas, tendo com influência Marie Curie, ganhadora do Prêmio Nobel, incentivou Yalow a seguir a carreira em física nuclear. 
"Eve Curie acabara de publicar a biografia de sua mãe, Madame Marie Curie, que deve ser uma obrigação na lista de leitura de todas as jovens aspirantes a cientista."
| “ | Eu estava animada em seguir carreira na Física. Minha família, sendo bem mais prática, pensava que uma colocação mas aprazível era a de ser professora em uma escola primária. | ” |

Sabendo como datilografar, ela conseguiu um emprego de meio-período como secretária de Rudolf Schoenheimer, bioquímico na Universidade Columbia, no colégio de cirurgiões. Seu outro emprego era com outro bioquímico em Columbia, Michael Heidelberger, que a contratou sob a condição de que ela estudasse estenografia. Ela se formou no Hunter College em janeiro de 1941.
Em fevereiro de 1941, ela foi convidada para ser professora assistente de física na Universidade de Illinois em Urbana-Champaign, pois com o início da Segunda Guerra Mundial, muitos homens largaram seus empregos para servir no exterior. Assim, muitas universidades deram formação para as mulheres e empregos para não fecharem. No verão, ela também lecionou na New York University. Na Universidade de Illinois, ela era a única mulher em um departamento com 400 pessoas e a primeira desde 1917. Ela se casou com um estudante, Aaron Yalow, físico e filho de um rabino, em junho de 1943, tendo dois filhos, e obteve seu Ph.D em 1945.

## Trabalho
Depois de formar, Rosalyn começou a trabalhar no Centro Médico de Veteranos do Bronx, em Nova York, auxiliando no serviço de radioisótopos. Lá, colaborou com o trabalho de Solomon Berson no desenvolvimento da técnica de radioimunoensaio (RIA). A RIA é uma técnica de rastreamento de isótopos, que permite medir as pequenas quantidades de substâncias biológicas variadas no sangue humano, bem como em outros líquidos.
O teste feito com RIA se baseia na criação de dois reagentes. Um é a molécula radioativa, produto da ligação covalente de um isótopo com uma molécula alvo, como a insulina. O segundo reagente é o anticorpo que se liga quimicamente com a substância alvo quando as duas estão em contato. A radioatividade inicial da mistura dos dois reagentes é, então, medida. Essa mistura é então adicionada à uma medida certa de fluído, como sangue, contendo uma desconhecida, mas bem baixa quantidade de uma substância alvo. Como os anticorpos preferem se ligar a moléculas não radioativas, a proporção de ligações de anticorpos radioativos alvos é reduzida a uma quantidade proporcional à concentração da substância alvo no fluído. Quando a radioatividade final é isolada e os anticorpos alvos medidos, a concentração da substância alvo, como por exemplo a concentração de insulina no sangue, pode ser medida.
O estudo original foi sobre os níveis de insulina na diabetes e a técnica vem sendo aplicada, desde então, em centenas de outras substâncias, incluindo hormônios, vitaminas e enzima, todas muito pequenas para serem detectadas com outras técnicas. Apesar do imenso potencial comercial da técnica, Rosalyn e Solomon Berson se negaram a patentear o método.
Em 1968, foi indicada como professora pesquisadora no departamento de medicina do Hospital Monte Sinai, em Nova York.

## Prêmios

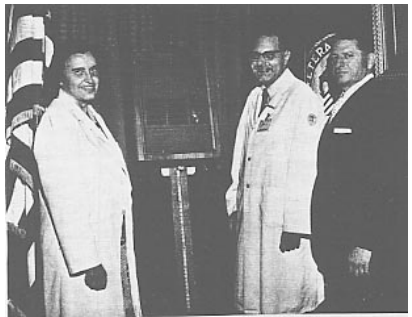
Rosalyn Yalow (esquerda), recebendo o Prêmio Middleton Award com Kenneth Sterling, M.D. (centro), e com o diretor do hospital de veterano do Bronx Harold Jaffrey (direita)

Rosalyn Yalow foi premiada com uma bolsa Fulbright em Portugal. Em 1972, ganhou o prêmio William Shainline Middleton por excelência em pesquisa, a mais alta honraria do hospital de veteranos.
Em 1975, Yalow e Solomon Berson, que faleceu em 1972, foram premiados com o AMA Scientific Achievement Award. Nos anos seguintes, se tornaria a primeira mulher a receber o Prêmio Albert Lasker de Pesquisa Médica Básica.
Em 1977, recebeu o Prêmio Nobel, com Roger Guillemin e Andrew V. Schally pela técnica do radioimunoensaio, o que permitiu a testagem de sangue de doadores em busca de hepatite e outras doenças. A técnica também pode ser utilizada para medir a eficiência de antibióticos e outras drogas.
Foi eleita para a American Academy of Arts and Sciences em 1978. Recebeu a Medalha Nacional de Ciências em 1988.

## Morte
Até sua morte, ela residiu na mesma casa que ela e o marido compraram nos anos 1940, em Riverdale. Seu marido Dr. Aaron Yalow, faleceu em 1992. Rosalyn faleceu em 30 de maio de 2011, de causa desconhecida, aos 89 anos.